# Coker (Alabama)
Pour les articles homonymes, voir Coker.
Coker est une municipalité américaine située dans le comté de Tuscaloosa en Alabama.
Selon le recensement de 2010, sa population est de 979 habitants. La municipalité s'étend sur 2,04 milles carrés (5,28 km2).

## Démographie
| 2000 | 2010 |
| ---- | ---- |
| 808  | 979  |